# ADAC-Opel-e-Rallye-Cup 2021
Der 1. ADAC-Opel-e-Rallye-Cup 2021 wurde vom 11. Juni bis zum 30. Oktober 2021 in acht Wertungsläufen ausgetragen. Gefahren wurde mit einem Opel Corsa-e Rallye. Geplant war die Rennserie für 2020/21, wurde aber wegen der COVID-19-Pandemie auf das Jahr 2021 verschoben.

## Teilnehmer
Beim Auftakt der ADAC Rallye Stemwede Berg starten 13 Teams aus fünf Nationen in die Saison 2021.
|            | Fahrer               | Co-Pilot                    | Rallye     |
| ---------- | -------------------- | --------------------------- | ---------- |
| e01.       | Christian Lemke      | Jan-Eric Bemmann            | 1–7        |
| e02.       | Lukas Thiele         | Sascha Riemer               | 1          |
| e02.       | Lukas Thiele         | Jara Hain                   | 2–5        |
| e02.       | Lukas Thiele         | Natalie Solbach-Schmidt     | 6          |
| e02.       | Lukas Thiele         | Doreen Zemanik              | 7          |
| e03.       | Roman Schwedt        | Henry Wichura               | 1–2        |
| e04.       | Alexander Kattenbach | Ann Felke                   | 1–7        |
| e05.       | Marvin Wabnitz       | Doreen Zemanik              | 1–2, 4–6   |
| e05.       | Marvin Wabnitz       | Fabian Peter                | 3          |
| e06.       | Timo van der Marel   | Erwin Berkhof               | 1, 3, 6, 7 |
| e06.       | Timo van der Marel   | Rebecca van der Marel-Smart | 2, 4–5     |
| e07.       | Charles Munster      | Loris Pascaud               | 1–5        |
| e08.       | Joe Baur             | Nico Otterbach              | 1–6        |
| e08.       | Joe Baur             | Tim Otterbach               | 7          |
| e09.       | Lauren Mathias Schur | Timo Gottschalk             | 1          |
| e09.       | Lauren Mathias Schur | Anne Katharina Stein        | 2–3        |
| e10.       | Laurent Pellier      | Thierry Salva               | 1, 4       |
| e10.       | Laurent Pellier      | Benjamin Mondière           | 2          |
| e10.       | Laurent Pellier      | Marine Pelamourgues         | 3, 5, 7    |
| e11.       | Luca Waldherr        | Claudia Dorfbauer           | 1–7        |
| e12.       | Max Reiter           | Lina Meter                  | 1–7        |
| Gastfahrer |                      |                             |            |
| e13.       | Timo Scheider        | Tobias Braun                | 1          |
| e14.       | Yohan Rossel         | Alexandre Coria             | 3          |
| e14.       | Jens Dralle          | Tobias Braun                | 4          |
| e14.       | Mikkel Njor          | Karsten Isaksen             | 7          |
| e15.       | Lance David Arnold   | Michael Wenzel              | 6          |
| e15.       | Jari van Hoof        | Max Jacobs                  | 7          |

## Einschreibungsverlauf
Ab 15. Januar 2021 konnten sich die Fahrer und Beifahrer mit einer gültigen Internationalen oder Nationalen Lizenz des Deutschen Motor Sport Bund (DMSB) für die Saison 2021 einschreiben. Gastteams mit einer gültigen Internationalen oder Nationalen Lizenz konnten zu den Wertungsläufen zulassen werden. Wer sich bis zum 12. Februar 2021 eingeschrieben hatte, zahlte eine vergünstigte Einschreibegebühr von 5.900 Euro (zuzüglich Mehrwertsteuer). Darin enthalten waren alle Nenngelder für die Saison 2021, Zutritt zur Cup-Hospitality für vier Teammitglieder, die Rennanzüge nebst Teamwear für Fahrer und Beifahrer, ein Servicezelt mit Bodenplane und kostenfreies Laden der Opel-Corsa-e-Rallye während der gesamten Saison. Ab 12. Februar 2021 betrug die Einschreibegebühr 7.500 Euro (zuzüglich Mehrwertsteuer). Alle Bewerber oder Fahrer/Beifahrer mussten sich bis zum 16. April 2021 in die Saison 2021 eingeschrieben haben; spätere Einschreibungen konnten, mussten aber nicht angenommen werden.

## Rennkalender
Am 17. Dezember 2020 gab der ADAC-Motorsport den Rennkalender für die Saison 2021 bekannt. Es fand eine Rallyeveranstaltung im Rahmen der Rallye-Europameisterschaft (ERC), drei im Rahmen der Rallye 70 (maximal 70 km Wertungsprüfungen zugelassen) und vier im Rahmen der Deutschen Rallye-Meisterschaft (DRM) statt. Am 19. Februar 2021 gab der ADAC-Motorsport eine Änderung im Rennkalender bekannt. Anstelle der ADAC Rallye Oberehe wurde die ADAC Holsten Rallye gefahren. Am 1. Mai gab es eine offizielle Testveranstaltung in der anspruchsvollen Eickhofer Heide, vormals bekannt als IVG-Gelände. Am 25. März 2021 wurde bekannt gegeben, dass die AvD Sachsen Rallye von Ende Mai 2021 auf Ende Oktober 2021 verschoben wurde. Am 19. April 2021 wurde die ADAC-Rallye „Rund um die Sulinger Bärenklaue“ abgesagt.
|   | Rallye                                                         | Platz | Fahrer                                         | Gesamtzeit   |
| - | -------------------------------------------------------------- | ----- | ---------------------------------------------- | ------------ |
| 1 | ADAC Rallye Stemwede Berg (Lübbecke) 11.–12. Juni 2021         | 1.    | Laurent Pellier Thierry Salva                  | 55:10,8 h    |
| 1 | ADAC Rallye Stemwede Berg (Lübbecke) 11.–12. Juni 2021         | 2.    | Luca Waldherr Claudia Dorfbauer                | + 33,1 s     |
| 1 | ADAC Rallye Stemwede Berg (Lübbecke) 11.–12. Juni 2021         | 3.    | Max Reiter Lina Meter                          | + 1:14,4 min |
|   |                                                                |       |                                                |              |
| 2 | ADAC Holsten Rallye (Heringsdorf (Ostholstein)) 7. August 2021 | 1.    | Pellier Laurent Mondière Benjamin              | 48:49,7 h    |
| 2 | ADAC Holsten Rallye (Heringsdorf (Ostholstein)) 7. August 2021 | 2.    | Luca Waldherr Claudia Dorfbauer                | + 10,4 s     |
| 2 | ADAC Holsten Rallye (Heringsdorf (Ostholstein)) 7. August 2021 | 3.    | Timo van der Marel Rebecca van der Marel-Smart | + 32,6 s     |
|   |                                                                |       |                                                |              |
| 3 | Barum Czech Rally Zlín (Zlín) 27.–29. August 2021              | 1.    | Laurent Pellier Marine Pelamourgues            | 1:29:45,6 h  |
| 3 | Barum Czech Rally Zlín (Zlín) 27.–29. August 2021              | 2.    | Timo van der Marel Erwin Berkhof               | + 55,0 s     |
| 3 | Barum Czech Rally Zlín (Zlín) 27.–29. August 2021              | 3.    | Max Reiter Lina Meter                          | + 57,0 s     |
|   |                                                                |       |                                                |              |
| 4 | ADAC Rallye Hinterland (Dautphetal) 18. September 2021         | 1.    | Laurent Pellier Thierry Salva                  | 33:06,5 h    |
| 4 | ADAC Rallye Hinterland (Dautphetal) 18. September 2021         | 2.    | Timo van der Marel Rebecca van der Marel-Smart | + 26,3 s     |
| 4 | ADAC Rallye Hinterland (Dautphetal) 18. September 2021         | 3.    | Max Reiter Lina Meter                          | + 43,9 s     |
|   |                                                                |       |                                                |              |
| 5 | ADAC Wartburg Rallye (Eisenach) 2. Oktober 2021                | 1.    | Laurent Pellier Marine Pelamourgues            | 29:53,8 h    |
| 5 | ADAC Wartburg Rallye (Eisenach) 2. Oktober 2021                | 2.    | Luca Waldherr Claudia Dorfbauer                | + 15,2 s     |
| 5 | ADAC Wartburg Rallye (Eisenach) 2. Oktober 2021                | 3.    | Max Reiter Lina Meter                          | +24,0 s      |
|   |                                                                |       |                                                |              |
| 6 | ADAC 3-Städte Rallye (Freyung) 15.–16. Oktober 2021            | 1.    | Max Reiter Lina Meter                          | 46:55,4 h    |
| 6 | ADAC 3-Städte Rallye (Freyung) 15.–16. Oktober 2021            | 2.    | Timo van der Marel Erwin Berkhof               | +0,1 s       |
| 6 | ADAC 3-Städte Rallye (Freyung) 15.–16. Oktober 2021            | 3.    | Alexander Kattenbach Ann Felke                 | +27,8 s      |
|   |                                                                |       |                                                |              |
| 7 | AvD Sachsen Rallye (Zwickau) 28.–30. Oktober 2021              | 1.    | Laurent Pellier Marine Pelamourgues            | 54:21.2 h    |
| 7 | AvD Sachsen Rallye (Zwickau) 28.–30. Oktober 2021              | 2.    | Timo van der Marel Erwin Berkhof               | + 4.6 s      |
| 7 | AvD Sachsen Rallye (Zwickau) 28.–30. Oktober 2021              | 3.    | Max Reiter Lina Meter                          | + 27.7 s     |